# Siika Stoeva
Siika Stoeva –en búlgaro, Сийка Стоева– (14 de febrero de 1973) es una deportista búlgara que compitió en halterofilia.
Ganó dos medallas en el Campeonato Mundial de Halterofilia, plata en 1992 y bronce en 1989, y diez medallas en el Campeonato Europeo de Halterofilia entre los años 1989 y 2000.

## Palmarés internacional
| Campeonato Mundial | Campeonato Mundial              | Campeonato Mundial | Campeonato Mundial |
| Año                | Lugar                           | Medalla            | Categoría          |
| ------------------ | ------------------------------- | ------------------ | ------------------ |
| 1989               | Mánchester (Reino Unido)        | Medalla de bronce  | 52 kg              |
| 1992               | Varna (Bulgaria)                | Medalla de plata   | 52 kg              |
| Campeonato Europeo |                                 |                    |                    |
| Año                | Lugar                           | Medalla            | Categoría          |
| 1989               | Mánchester (Reino Unido)        | Medalla de oro     | 52 kg              |
| 1990               | Santa Cruz de Tenerife (España) | Medalla de oro     | 52 kg              |
| 1991               | Varna (Bulgaria)                | Medalla de plata   | 52 kg              |
| 1992               | Loures (Portugal)               | Medalla de plata   | 52 kg              |
| 1993               | Valencia (España)               | Medalla de bronce  | 50 kg              |
| 1994               | Roma (Italia)                   | Medalla de bronce  | 50 kg              |
| 1996               | Praga (República Checa)         | Medalla de plata   | 50 kg              |
| 1998               | Riesa (Alemania)                | Medalla de plata   | 48 kg              |
| 1999               | La Coruña (España)              | Medalla de plata   | 48 kg              |
| 2000               | Sofía (Bulgaria)                | Medalla de bronce  | 53 kg              |